# Субанова, Людмила Борисовна
Людми́ла Бори́совна Суба́нова ― российская бурятская танцовщица, Заслуженная артистка Бурятской АССР (1978), Народная артистка Бурятской АССР (1985), солистка балета ансамбля песни и танца «Байкал» (1969―1994).

## Биография
Родилась 5 января 1951 года в городе Улан-Удэ, Бурятская АССР, РСФСР.
В 1969 году окончила Бурятское хореографическое училище, после чего была принята солисткой балета ансамбля песни и танца «Байкал» при Бурятской государственной филармонии.
Обладая хорошей профессиональной подготовкой, прекрасными природными данными и трудолюбием молодая артистка вскоре стала исполнять сольные выходы в массовых танцах. В её репертуаре вошли такие танцы, как «Наадан», «Калмыцкий», «Цветок Байкала», «Эвенкийский», «Узбекский», «Башкирский», «Семейский», «Глухари», «Забайкальская лирическая», «Сибирское гуляние», «Баяр», «Ликование», «По мосточку», «Наши девушки», «Встреча в родном улусе», «На берегу Онона», «Любовь в степи», «Соперники», «Уянгата дурасахал», «Колхозная сюита», «Сибирское гуляние», «Наездники», «Приветственный», «Орёл» и многие другие.

Л.Б. Субанову отличают мягкость и пластика рук, музыкальность, четкое и верное исполнение движений, стабильное верчение. Поэтому ей были доверены самые сложные по технике исполнения номера, требующие от артистки большой выносливости и внутреннего перевоплощения.— 
Вместе с ансамблем песни и танца «Байкал» побыла на гастролях во многих городах Советского Союза. Людмилу Субанову хорошо знают, ценят зрители в Бурятии, Усть-Ордынского и Агинского Бурятских округов. С большим успехом представляла бурятское танцевальное искусство в таких странах как Монголия, Италия, Бельгия, Франция и многих других.
В 1986 году окончила с отличием Восточно-Сибирский государственный институт культуры, после чего стала работать в этом институте старшим преподавателем на кафедре хореографии. В 1994 году Субанова вышла на пенсию по выслуге лет, отработав в ансамбле более 25 лет. Пользуется уважением и авторитетом среди исполнителей, хореографов и балетмейстеров разных коллективов Улан-Удэ и Бурятии.
В настоящее время работает художественным руководителем и балетмейстером студенческого ансамбля песни и танца «Байкальские волны» Бурятского государственного университета. Она стремится как можно полнее передать свои опыт, знания, мастерство младшему поколению. В июне 2006 года ансамбль стал дипломантом Международного фестиваля во Франции, и Людмила Субанова была награждена медалью Дружбы за лучшую хореографию.
За большой вклад в развитие национального танцевального искусства Людмила Борисовна Субанова в 1978 году была удостоена почётного звания «Заслуженная артистка Бурятской АССР», а в 1985 году ей присвоено звание «Народный артист Бурятской АССР». Награждена Дипломом за участие в XII Всемирном фестивале молодежи и студентов в Москве в 1985 году.